# Dumb Dumb
"Dumb Dumb" é uma canção gravada pelo grupo feminino sul-coreano Red Velvet, lançada em 9 de setembro de 2015 como single digital pela S.M. Entertainment, juntamente acompanhado com um videoclipe. Foi lançado como single para o álbum de estúdio The Red. Escrito pelo letrista Seo Ji-eum de Jam Factory e Kim Dong-hyun e produzido e arranjado por LDN Noise, Deanna Dellacioppa, Taylor Parks e Ryan S. Jhun.

## Antecedentes e lançamento
Após o lançamento de seu primeiro EP Ice Cream Cake em março de 2015, relatou que o Red Velvet retornaria com seu primeiro álbum de estúdio no início de setembro de 2015. Em 3 de setembro, uma série de teasers foram reveladas na conta oficial Instagram do grupo, juntamente com a lista de canciones do álbum. Um dia depois, S.M. Entertainment anunciou que o álbum seria lançado à meia-noite de 9 de setembro, com "Dumb Dumb" servindo como o single principal do álbum.
Antes do lançamento do videoclipe, um total de 5 videogames foram lançados no canal oficial do SMTOWN de 3 de setembro a 7 de setembro. O vídeo oficial para "Dumb Dumb" foi lançado em 8 de setembro, antes de ser lançado digitalmente com o seu álbum pai um dia depois.

## Vídeo musical
Dirigido por Beomjin J, um video musical da música foi lançado em 8 de setembro de 2015 através do canal oficial do YouTube de S.M. Entertainment. Situado numa fábrica de bonecas, onde todos os cinco membros aparentemente estão sendo fabricados, as meninas dançam em conjuntos coloridos e cantam sobre suas frustrações com sua estranheza enquanto lidam com os sentimentos em relação ao objeto de suas afeições. Aludindo às letras da música, o próprio vídeo, que foi coreografado por Willdabeast Adams, apresenta uma dança robótica com movimentos como o de um manequim. Rolling Stone afirmou que o vídeo "se destacou com um paladar estético e silencioso distinto" e que "qualquer uma das dezenas de configurações incluídas nela poderia aparecer nas páginas do seu lookbook de tamanho superdimensional favorito". As roupas e o estilo das meninas, particularmente seus penteados trançados e vestidos vermelhos impressionantes com diferentes aventais coloridos, foram comparados a Píppi Meialonga, Alice de Alice no País das Maravilhas e Capuchinho Vermelho.

## Desempenho nas paradas

### Gráficos semanais
| Parada (2015)                      | Melhor posição |
| ---------------------------------- | -------------- |
| China Weekly Music Charts (Baidu)  | 14             |
| Coreia do Sul (Gaon Digital Chart) | 2              |
| US World Digital Songs (Billboard) | 3              |

### Gráficos mensais
| Parada (2015)                      | Melhor posição |
| ---------------------------------- | -------------- |
| Coreia do Sul (Gaon Digital Chart) | 5              |

### Gráficos do fim do ano
| Parada (2015)                      | Melhor posição |
| ---------------------------------- | -------------- |
| Coreia do Sul (Gaon Digital Chart) | 77             |

## Histórico de lançamento
| Região           | Data                  | Formato          | Rótulo                     |
| ---------------- | --------------------- | ---------------- | -------------------------- |
| No mundo inteiro | 9 de setembro de 2015 | Download digital | SM Entertainment           |
| Coreia do Sul    | 9 de setembro de 2015 | Download digital | SM Entertainment, KT Music |